# Jean Alexandre François Delaistre
Pour les articles homonymes, voir Delaitre.
Delaistre (né Jean Alexandre François Delaistre le 7 janvier 1801 à Paris, où il est mort le 18 mars 1881) est un acteur français.
Dans les articles de journaux, il est surtout désigné par son nom patronymique et il figure dans le dictionnaire universel des contemporains de Gustave Vapereau sous le nom de Jean Marie Delaistre.
Il meurt le 18 mars 1881 en son domicile au no 45, rue du Pré dans le 19e arrondissement de Paris,. Il est inhumé au cimetière du Montparnasse (10e division) et ses restes y reposent jusqu'à la fin de la concession au début des années 2000 où ils ont été transférés dans l'ossuaire du Cimetière du Père-Lachaise. 